# Paralygesis
Paralygesis is een kevergeslacht uit de familie van de boktorren (Cerambycidae). De wetenschappelijke naam van het geslacht werd voor het eerst geldig gepubliceerd in 2011 door Vives & al..

## Soorten
Paralygesis omvat de volgende soorten:
- Paralygesis christiani Vives & al., 2011
- Paralygesis monteithi Vives & al., 2011
- Paralygesis vulnerata (Fauvel, 1906)